# Gerry Davis (Drehbuchautor)
Gerry Davis (geboren am 23. Februar 1930 in London; gestorben am 31. August 1991 in Venice, Kalifornien) war ein britischer Drehbuch- und Science-Fiction-Autor. Er arbeitete vielfach mit Kit Pedler zusammen, insbesondere bei zahlreichen Episoden der britischen SF-Fernsehserie Doctor Who.

## Leben und Wirken
Zusammen mit Pedler war Davis Story Editor in den Staffeln 4 bis 6 von Doctor Who (1966–1968, Zweiter Doktor), wobei sie im Handlungsstrang The Tenth Planet die Cybermen einführen, eine inzwischen immer wieder verwendete Gattung von Doctor-Who-Gegnern. Ebenfalls zusammen mit Pedler konzipierte er die Serie Doomwatch, für die er auch Drehbücher schrieb, in der es um verschiedene ökologische Gefahren und Katastrophen ging, unter anderem um den Klimawandel.
Ab 1971 begann Davies zusammen mit Pedler Science-Fiction-Romane zu schreiben. Der erste dieser Romane, Mutant 59: The Plastic Eater (1971, deutsch als Die Plastikfresser), wurde aus der ersten Doomwatch-Episode entwickelt, bei der ein zum Abbau von Plastik entwickelter Mikroorganismus aus einem Labor freigesetzt wird und nun unkontrolliert Plastik zu vertilgen beginnt, mit katastrophalen Folgen. Ähnlich dystopisch-katastrophisch sind die folgenden Romane angelegt: in Brainrack (1974) führen Fehler an der Mensch-Computer-Schnittstelle zu einer Kernreaktorschmelze, Doomwatch: The World in Danger (1975) führt drei Serienepisoden zu einem Fix-up zusammen und in The Dynostar Menace (1975) droht ein Fusionsreaktor auf der Raumstation Dynostar außer Kontrolle zu geraten und die Ozonschicht der Erde zu zerstören.
Nach den Doomwatch-Romanen schrieb Davies noch fünf Romanfassungen zu Doctor-Who-Folgen und in der Serie der Doctor-Who-Drehbücher zusammen mit Pedler das Drehbuch zu The Tomb of the Cybermen.
1991 ist Davies im Alter von 61 Jahren gestorben.

## Bibliografie
Doctor Who (Romanfassungen)
- 14 Doctor Who and the Cybermen (1974)
- 62 Doctor Who and the Tenth Planet (1976)
- 66 Doctor Who and the Tomb of the Cybermen (1978)
- 90 The Highlanders (1984)
- 111 The Celestial Toymaker (1986, mit Alison Bingeman)
- The Tomb of the Cybermen (1989, mit Kit Pedler)

Romane
- Mutant 59: The Plastic Eater (1971, mit Kit Pedler)
  - Deutsch: Die Plastikfresser. Heyne SF&F #3382, 1974, ISBN 3-453-30259-1. Auch als: Mutant 59: Der Plastikfresser. Heyne (Bibliothek der Science Fiction Literatur #60), 1974, ISBN 3-453-31289-9.
- Brainrack (1974, mit Kit Pedler)
  - Deutsch: Gehirnpest. Heyne SF&F #3474, 1976, ISBN 3-453-30369-5.
- Doomwatch: The World in Danger (1975, mit Kit Pedler)
- The Dynostar Menace (1975, mit Kit Pedler)
  - Deutsch: Die Dynostar-Drohung. Heyne SF&F #3635, 1979, ISBN 3-453-30547-7.

## Filmografie
Für die Serie Doctor Who war Davis bei 62 Episoden Story Editor, die Serie Doomwatch wurde von Davis zusammen mit Pedler konzipiert, und Davies war hier bei 11 Episoden auch Story Editor.
Doctor Who (Fernsehserie, Drehbuch)
- 1966: The Celestial Toyroom
- 1966: The Tenth Planet
- 1967: The Highlanders
- 1967: The Tomb of the Cybermen
- 1975: Revenge of the Cybermen

Doomwatch (Fernsehserie, Drehbuch)
- 1999: Doomwatch: Winter Angel (Fernsehfilm)
- 1970: Hear No Evil
- 1970: Survival Code

Drehbuch
- 1960 Coronation Street (Fernsehserie)
- 1965 199 Park Lane (Fernsehserie)
- 1966 United! (Fernsehserie, 12 Episoden)
- 1968 The First Lady (Fernsehserie, 2 Episoden)
- 1973 Anything Can Happen (Dokumentarkurzfilm)
- 1976 The Bionic Woman (Fernsehserie)
- 1979 Vega$ (Fernsehserie, 2 Episoden)
- 1980 The Final Countdown (Spielfilm)
- 1987 Captain Power and the Soldiers of the Future (Fernsehserie)
- 1989 Deadly Nightmares (Fernsehserie, 1 Episode)